# Willie Anderson
Willie Lloyd Anderson, Jr. (ur. 8 stycznia 1966 w Greenville) – amerykański koszykarz, występujący na pozycji skrzydłowego, brązowy medalista olimpijski z Seulu.
Jego młodszy brat Shandon również występował w NBA.
W sezonie 1988/1989 zajął drugie miejsce w głosowaniu na debiutanta roku NBA.

## Osiągnięcia
Pro
- Wicemistrz Euroligi (1998)
- Mistrz Izraela (1999)
- Zdobywca Pucharu Izraela (1999)
- Finalista Pucharu Grecji (1998)
- Zaliczony do I składu debiutantów NBA (1989)[3]
- Debiutant miesiąca NBA (listopad 1988)[4]
- Lider Euroligi w asystach (1998)
- Uczestnik rozgrywek Euroligi (1996–1999)

Reprezentacja
- Wicemistrz igrzysk panamerykańskich (1987)[5]
- Brązowy medalista olimpijski (1988)[6]